# Arapaima

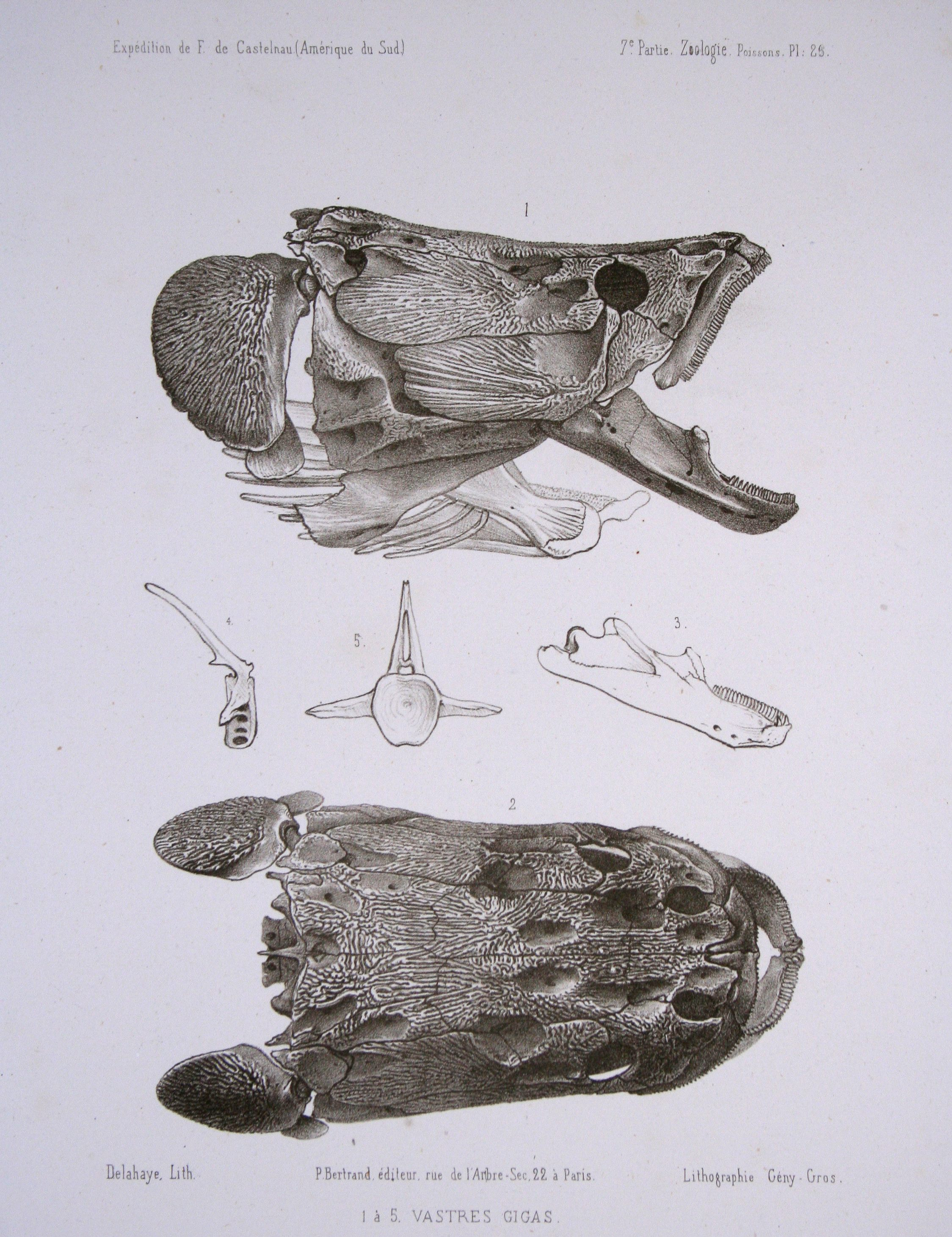
Szkielet kostny głowy arapaimy

Arapaima (Arapaima gigas) – gatunek ryby kostnojęzykokształtnej z rodziny Arapaimidae. Znana także jako piraruku (ryba czerwona) lub paiche. Jedna z największych słodkowodnych ryb świata.

## Taksonomia
Tradycyjnie klasyfikowany jako jedyny przedstawiciel rodzaju Arapaima. Z badań Stewarta (2013) wynika jednak, że odrębnym od A. gigas gatunkiem jest opisany w XIX wieku przez Achille'a Valenciennesa Arapaima agassizii (obecnie wszystkie informacje o tym gatunku pochodzą z jego opisu autorstwa Valenciennesa, bowiem holotyp został zniszczony w czasie II wojny światowej); dodatkowo zdaniem autora dwa inne gatunki z rodzaju Arapaima opisane przez Valenciennesa – A. mapae i A. arapaima – również stanowią odrębne, ważne gatunki, a do gatunku A. gigas nie można z pewnością zaliczyć żadnego znanego osobnika poza jego okazem holotypowym. Dodatkowo w późniejszej publikacji Stewart opisał nowy, piąty gatunek z tego rodzaju, Arapaima leptosoma.

## Charakterystyka
Ma masywne ciało pokryte dużymi łuskami. Płetwy odbytowa i grzbietowa osadzone są mocno z tyłu ciała. W jej szerokim pysku są małe stożkowate zęby. Głowa arapaimy pokryta jest tarczkami kostnymi. Ma ona stalowoszare ubarwienie o niebieskawym odcieniu. W tylnej połowie ciała obrzeża łusek mają czerwony kolor.

## Rozmiary
Zanim zaczęto ją tępić, notowano osobniki o długości dochodzącej do 3,9 m i masie ciała do 200 kg (niepotwierdzone doniesienia mówią o długości 4,5 m), obecnie rzadko spotykane są okazy osiągające długość 2 m i masę 100 kg. 

## Zachowanie
Ponieważ oddycha pęcherzem pławnym, co jakiś czas (około 20 minut) musi zaczerpnąć świeżego powietrza atmosferycznego. W okresie suszy potrafi zagrzebać się w błocie lub piasku. Ryba ta poluje wśród roślinności wodnej, wyskakując na ofiarę z ukrycia.

## Środowisko
Przebywa blisko powierzchni. Zamieszkuje Amazonkę i Orinoko wraz z ich dopływami, na wysokości poniżej 200 m n.p.m. W niektórych regionach arapaima została wytępiona przez kłusowników. Udowodniono także występowanie w jednej z rzek Boliwii.

## Pożywienie
Arapaima poluje, czając się wśród roślinności wodnej. Odżywia się głównie rybami z rodziny Loricariidae, skorupiakami, ślimakami, pierścienicami oraz owadami wodnymi. Rzadziej ptakami, płazami, gadami i małymi ssakami. Dietę uzupełnia fragmentami niektórych roślin, zdarza się, że arapaima połyka gładkie kamyki, piasek i muł.

## Rozmnażanie
Arapaima przygotowuje gniazdo (oczyszczony dołek o głębokości około 20 cm) gdy wzrasta poziom wody. Samica składa od 40 000 do 50 000 jaj. Ikrą i larwami opiekuje się samiec. Larwy po wykluciu mają ok. 11,5 cm długości. Od dziewiątego dnia życia zaczynają oddychać powietrzem atmosferycznym. Arapaimy osiągają dojrzałość płciową po 4–6 latach. 

## Hodowla
Arapaimy można zobaczyć jedynie w akwariach publicznych, ponieważ ze względu na swoje rozmiary nie nadają się do domowej hodowli.

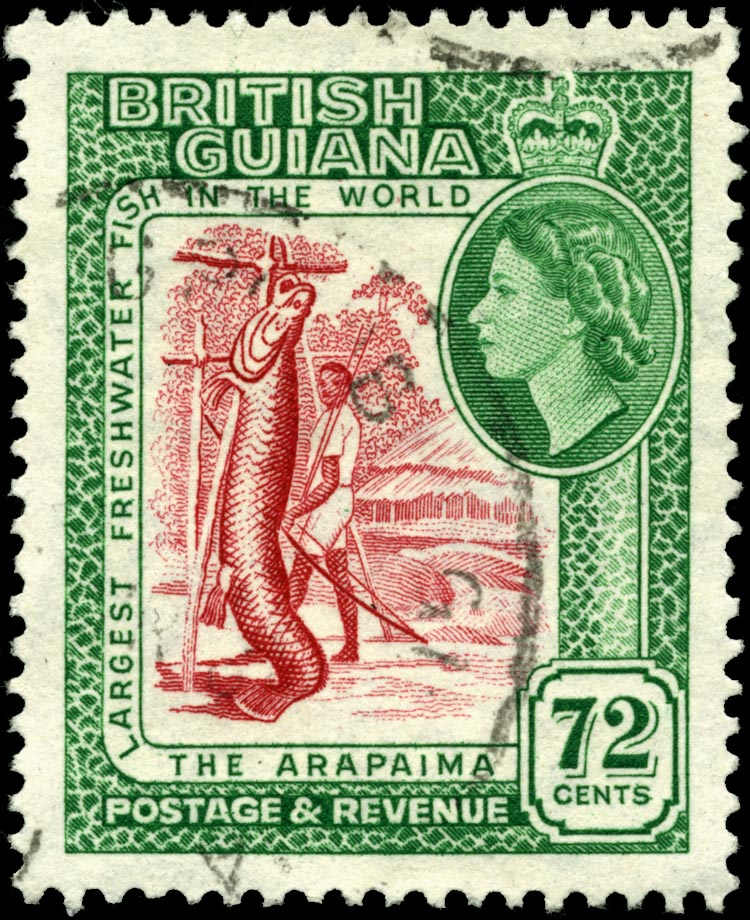
Arapaima na znaczku pocztowym